# 我們不能是朋友
《我們不能是朋友》（英語：Before We Get Married），2019年台灣偶像劇。由劉以豪、郭雪芙領銜主演，兩人繼《喜歡·一個人》後再次合作。该剧由阿亞梅同名小說改編，於2018年8月30日舉行開鏡記者會，9月19日正式開拍，12月28日殺青。2019年5月31日起於台視主頻首播，八大戲劇台於6月2日上檔。劇末播出幕後花絮《比朋友更朋友》。接檔《我是顧家男》。

## 播出時間

### 首播
| 頻道                  | 所在地                           | 播映日期                    | 播出時間                               |
| --------------------- | -------------------------------- | --------------------------- | -------------------------------------- |
| 台視主頻              | 臺灣                             | 2019年5月31日               | 每週五 22:00－23:30                    |
| 愛奇藝台灣站          | 臺灣                             | 2019年5月31日               | 每週五 23:30上架                       |
| LINE TV               | 臺灣                             | 2019年5月31日               | 每週五 23:30上架                       |
| WeTV                  | 臺灣                             | 2019年5月31日               | 每週五 23:30上架                       |
| 八大戲劇台            | 臺灣                             | 2019年6月2日                | 每週日 20:00－21:30                    |
| LiTV 線上影視         | 臺灣                             | 2019年6月2日                | 每週日 21:30 上架                      |
| KKTV                  | 臺灣                             | 2019年6月9日                | 每週日 23:00 上架                      |
| Netflix               | 臺灣                             | 2019年8月23日               | 全集上架                               |
| 愛爾達影劇台          | 臺灣                             | 2019年9月19日               | 星期一、二 21:00 - 22:00               |
| TVBS歡樂台            | 臺灣                             | 2021年1月31日               | 每週日 21:00－22:30                    |
| viki                  | 歐洲 · 美洲 · 印度               | 2019年5月31日               | 每週五 24:00上架                       |
| 爱奇艺                | 中国大陆                         | 2019年6月28日               | 每週五 22:00上架                       |
| 腾讯视频              | 中国大陆                         | 2019年6月28日               | 每週五 22:00上架                       |
| 芒果TV                | 臺灣 · 香港 · 澳門               | 2019年6月28日               | 每週五 23:30上架                       |
| Astro Go VOD          | 马来西亚 ·                       | 2019年6月28日               | 每週六更新至最新集数                   |
| Astro双星 Astro双星HD | 马来西亚 ·                       | 2019年10月17日              | 每晚 20:00 - 21:00                     |
| WeTV                  | 泰國 越南 菲律賓 印度 印度尼西亞 | 2019年7月25日               | 週四五 晚間 18:00上架 (VIP會員加更2集) |
| CHING                 |                                  | 2019年9月3日                | 每週一至五 晚間 21:50 (播出1集)        |
| CHING                 | 2019年9月4日                     | 一至五 晚間 20:50 (播出2集) |                                        |
| 佳樂台                | 新加坡                           | 2019年12月18日              | 星期一至四 22:00                       |

### 重播
| 頻道       | 所在地 | 播映日期       | 播出時間                              |
| ---------- | ------ | -------------- | ------------------------------------- |
| 台視主頻   | 臺灣   | 2019年6月2日   | 每週日 23:45－01:15                   |
| 台視主頻   | 臺灣   | 2019年6月8日   | 每週六 13:00－14:38                   |
| 台視主頻   | 臺灣   | 2019年10月19日 | 每週六 22:00－23:30                   |
| 台視主頻   | 臺灣   | 2019年10月26日 | 每週六 00:07－01:40                   |
| 台視主頻   | 臺灣   | 2019年10月27日 | 每週日 14:30－16:00                   |
| 八大戲劇台 | 臺灣   | 2019年6月3日   | 每週一 00:00－01:30                   |
| 八大戲劇台 | 臺灣   | 2019年6月8日   | 每週六 20:00－21:30                   |
| 八大戲劇台 | 臺灣   | 2019年6月9日   | 每週日 00:00－01:30                   |
| 八大戲劇台 | 臺灣   | 2019年6月9日   | 每週日 10:00－11:30                   |
| 八大戲劇台 | 臺灣   | 2019年6月9日   | 每週日 14:00－15:30                   |
| 八大綜合台 | 臺灣   | 2019年6月9日   | 每週日 21:30－23:00                   |
| 八大綜合台 | 臺灣   | 2019年6月10日  | 每週一 02:00－03:30                   |
| 八大綜合台 | 臺灣   | 2019年6月15日  | 每週六 13:00－14:30                   |
| 八大綜合台 | 臺灣   | 2019年9月2日   | 一至五 21:00 - 22:00                  |
| TVBS歡樂台 | 臺灣   | 2021年2月1日   | 每週一 01:00－02:30                   |
| TVBS歡樂台 | 臺灣   | 2021年2月6日   | 每週六 14:00－15:30                   |
| TVBS歡樂台 | 臺灣   | 2021年2月7日   | 每週日 01:00－02:30                   |
| 佳樂台     | 新加坡 | 2019年12月19日 | 星期一至四 01:00、04:00、08:00及16:10 |

## 劇情
惟惟(郭雪芙飾)即將與穩定交往的男友皓一(孫其君飾)步入结婚禮堂，卻在此時遇見克桓(劉以豪飾)，這個男人強勢又霸道地闖入惟惟的腦海，從此再也無法刪除乾淨。
但彼此身邊都有論及婚嫁的對象，他們不會是情人，甚至連當朋友都不可以！
錯誤的相遇，擦出致命的火花。如果他們不該成為情人，也不能是朋友，那他們，該成為什麼？

## 演員陣容

### 主要角色
| 演員   | 角色   | 介紹 | 登場集數   |
| 劉以豪 | 褚克桓 | 股票操盤手 國信證券王牌交易員，後來擔任國信創投CEO以及超能華信CEO，最後請辭。 冷靜果決、頭腦精明、眼神銳利，對數字與金融商品極為敏感，是每秒數百萬上下的股票操盤手。 身邊早已有個交往十年的女友──高子媛。在一次攔計程車時遇見周惟惟，並撿到她的手帳，開始對這個女人充滿好奇，開始追求惟惟。在可菲跟大衛的婚禮上，答應惟惟“May I buy you a coffee?”的請求。                                                                                             | 全劇       |
| 郭雪芙 | 周惟惟 | 科技業PM 華萊電腦專案經理，後請辭。 生活獨立、處事俐落， 善於規劃工作與生活的大小事。 有個秘密交往三年的男友──黎皓一。兩人對未來有共識，一路照著两人讨论后的計劃前進，卻在此時，殺出一個充滿神祕氣息的男人──褚克桓，對褚克桓有感覺但卻不敢面對自己的感情。後對皓一感到很深的失望而分手並解除婚約，與克桓約定只當朋友。在可菲跟大衛的婚禮上，向克桓提出“May I buy you a coffee?”的請求。                                                                | 全劇       |
| 孫其君 | 黎皓一 | 科技業工程師 華萊電腦研發部工程師，後來轉職到One Pace擔任研發部總監。 惟惟的前男友、前未婚夫。單純木訥、忠厚老實，絕對是老公的不二人選。 他擬定了一套完美的人生計劃，深信只要兩人按照這個計劃，一步步前進，就能擁有穩當的幸福，已去上海工作。被惟惟解除婚約，但仍不願接受和惟惟分手一事。在可菲跟大衛的婚禮上，大衛提到已經結婚。 | 全劇       |
| 夏若妍 | 高子媛 | 克桓的前女友。研究所畢業後一直無業，和褚克桓分手後到婚顧公司上班，後來擔任國信創投的董事長特助 美麗優雅、溫柔體面，無怨無悔的愛著克桓。 子媛畢業後一直打點克桓的生活、安排克桓的事業發展，愛購物，每天打扮亮麗周旋於名媛中。但她的控制給予克桓巨大的壓力，子媛選擇逃避，無視這段日益變質的關係，沒有跟克桓討論就拿掉兩人的小孩此事，在醫院承認其實沒有懷孕。已跟克桓分手，但仍執迷不悟以為跟克桓還有機會。在可菲跟大衛的婚禮上，大衛提到已經有新對象。 | 全劇       |
| 袁艾菲 | 韓可菲 | 科技業行銷部公關經理，華萊電腦行銷部公關經理。惟惟的同事兼閨蜜。大衛的妻子。總愛濃妝豔抹、展露事業線，對自己的魅力極有自信，遊走於上市公司社交圈，熱衷參加聯誼，卻從不穩定交往，從公司高層到實習生，只要是她看上的男性，都難逃她的手掌心。原本因為大衛的身材想勾引他，但最後卻走心愛上了他，兩人最終步入禮堂。 | 全劇       |
| 陳慕   | 顏百洋 | 國信證券交易員，後來擔任國信創投CEO助理，最後在克桓要求下辭任助理。 克桓的助理，稱克桓為老大。天真的純情小綿羊，認為愛一個人就要勇敢告白，不顧一切的為她付出，直到遇見可菲，才發現自己的招數根本行不通，這個女人說什麼都不答應交往！ | 1-7        |
| 李沛勳 | 劉大衛 | 華萊電腦研發部資深工程師 皓一的同事，可菲的丈夫，機車出了名。總是在辦公室揪團購、聊八卦。全世界最討厭的人就是周惟惟，兩人只要一見面就針鋒相對，彼此都沒好臉色！喜歡韓可菲，最終如願跟可菲結婚。 | 1,4-6,8-13 |

### 其他角色
| 演員   | 角色    | 介紹 | 登場集數      |
| 何紫妍 | 王美玲  | 周惟惟的團隊成員，對八卦充滿好奇心。 | 全劇          |
| 劉品言 | 麥若雲  | One Pace執行長 人稱麥子姐。是克桓的大學學姐，事業有成的獨立女性，年紀輕輕就帶領集團，招募皓一成為研發總監。將她的事業版圖拓展到上海，十分照顧與賞識皓一，卻也因此模糊了上司跟下屬的界線…… | 2,5,6,8,10,12 |
| 陳妤   | 高子婷  | 子媛的妹妹。獨立自主，媽媽過世後，靠克桓的資助在美國唸研究所，畢業後留在當地工作，在姐姐與克桓之間的冷漠时，返回台灣，說出兩人相處的實際狀况。                                            | 3-4,6-9       |
| 卜學亮 | 黎晉輝  | 黎皓一的父親，很喜歡惟惟這個媳婦，可惜沒有跟自己兒子皓一結婚，是他很遺憾的事。希望皓一能出人頭地娶個好老婆。                                                                              | 3-4,7-8,12    |
| 巴鈺   | Jessica | 周惟惟的上司，對下屬要求十分嚴格。 | 1-2,7-9,11-12 |
| 武廣君 | James   | 華萊與國信合作在克桓身邊的下屬。 | 1-4,7,11-12   |
| 蔡昀羲 | 艾咪    | 國信員工。 | 1-4,11        |
| 趙凡萱 | 凡凡    | | 1-4,7,11      |
| 宋承希 | 承希    | | 1-4,11        |
| 隋玲   | 布蘭    | | 1-4,11        |

### 客串角色
| 演員   | 角色       | 介紹                                                         | 登場集數 |
| 古斌   | 吳書銘     | 國信證券交易員 褚克桓的同事兼競爭對手，嫉妒褚克桓的成就。    | 1-2,4-5  |
| 黃薇渟 | 加恩       | 高子媛、周惟惟的大學同學。                                   | 2        |
| 潘奕如 | 總經理夫人 | 國信證券總經理夫人，在高子媛請求下決定維持褚克桓的人事決定。 | 5,9-10   |
| 檢場   | 王董       | 劉大衛的舅舅，對華萊及國信的投資計劃有興趣。                 | 10,13    |
| 明道   | 明道       | 褚克桓與周惟惟在電影院時遇見，正準備與姐姐看電影。           | 13       |

## 分集標題
| 集數 | 台視首播日期  | 標題                       |
| 1    | 2019年5月31日 | 上市公司的代碼遊戲         |
| 2    | 2019年6月7日  | 房貸會決定我人生的形狀     |
| 3    | 2019年6月14日 | 與變態的交易               |
| 4    | 2019年6月21日 | 婚姻是墳墓，要慎選下葬同伴 |
| 5    | 2019年6月28日 | 我們真的可以結婚嗎？       |
| 6    | 2019年7月5日  | 背叛愛情的共犯             |
| 7    | 2019年7月12日 | 設立愛情的停損點           |
| 8    | 2019年7月19日 | 台北與上海的距離           |
| 9    | 2019年7月26日 | 山雨欲來風滿樓             |
| 10   | 2019年8月2日  | 論及婚嫁的分手             |
| 11   | 2019年8月9日  | 黑天鵝的崩壞效應           |
| 12   | 2019年8月16日 | 在愛面前，我們都會失去紀律 |
| 13   | 2019年8月23日 | 30歲該有的幸福樣貌         |

## 電視劇歌曲
| 曲別   | 歌名           | 演唱者 | 作詞     | 作曲           |
| 片頭曲 | 退讓           | 曾昱嘉 | 曾昱嘉   | 林正           |
| 片尾曲 | 我比從前想你了 | 畢書盡 | 張簡君偉 | 張簡君偉       |
| 插曲   | 我還想念你     | 畢書盡 | 天才     | 畢書盡、天才   |
| 插曲   | 都是你害的     | 畢書盡 | 陳又齊   | 畢書盡、陳又齊 |
| 插曲   | 那你呢         | 王笠人 | 王笠人   | 王笠人         |
| 插曲   | 願聞其詳       | 吳汶芳 | 吳汶芳   | 吳汶芳         |
| 插曲   | 句點           | 李玉璽 | 李玉璽   | 李玉璽         |
| 插曲   | 有沒有         | 韋禮安 | 韋禮安   | 韋禮安         |
| 插曲   | Darling        | 范曉萱 | 范曉萱   | 范曉萱         |
| 插曲   | 數字戀愛       | 范曉萱 | 范曉萱   | 范曉萱         |

## 收視率
| 臺灣 臺灣電視台 首播收视率 （AGB尼爾森） |               |        |      |                |
| 集數                                     | 播出日期      | 收视率 | 排名 | 備註           |
| 1                                        | 2019年5月31日 | 0.57   | 4    | 收視最高點0.85 |
| 2                                        | 2019年6月7日  | 0.62   | 4    |                |
| 3                                        | 2019年6月14日 | 0.71   | 3    |                |
| 4                                        | 2019年6月21日 | 0.68   | 3    |                |
| 5                                        | 2019年6月28日 | 0.75   | 3    |                |
| 6                                        | 2019年7月5日  | 0.73   | 3    |                |
| 7                                        | 2019年7月12日 | 0.87   | 3    |                |
| 8                                        | 2019年7月19日 | 1.06   | 2    |                |
| 9                                        | 2019年7月26日 | 0.91   | 3    |                |
| 10                                       | 2019年8月2日  | 1.01   | 3    |                |
| 11                                       | 2019年8月9日  | 1.22   | 2    |                |
| 12                                       | 2019年8月16日 | 1.24   | 3    |                |
| 13                                       | 2019年8月23日 | 1.36   | 2    | 收視最高點1.6  |
| 平均收視率                               | 平均收視率    | 0.90   |      |                |

1. 同时段或交叉时段主要节目：
  - 民視：《綜藝新時代》
  - 東森綜合台：《醫師好辣》
  - 三立都會台：《一千個晚安》／《用九柑仔店》
  - 華視：《用九柑仔店》
  - 三立台灣台：《天之蕉子》
  - 中視：《擁抱太陽的月亮》／《奇皇后》／中視強檔電影院
  - 八大綜合台：《靈異街11號》
  - 衛視中文台：《遺失的1/2》
2. 数据由AGB尼爾森調查，調查範圍是四歲以上收看電視之觀眾。
3. 資料來源：台灣-偶像劇場、凱絡媒體週報。

## 製作團隊
- 導演：馮凱
- 出品人：王克捷、薛聖棻
- 總策劃：薛鳳
- 監製：楊秋蘭、方可人、辛舒蓓
- 製作人：陳財裕、黃琳容
- 企劃：李宜瑄、李叡涵、戴學瑋
- 編審：鄭堃益
- 劇本統籌：蔣明燁
- 編劇統籌：謝育秀、李旭敏
- 編劇：莊心輔、費工怡、李松霖
- 協力編劇：蔡芳紜、黃莞婷、賴瑀瑄、李庭瑜、蔡秋儀
- 製作公司：八大電視、友松娛樂
- 冠名贊助
  - 台視：大誠保險經紀人
  - 八大：喉立爽爽喉軟糖

## 獎項紀錄
| 年度   | 大獎         | 獎項             | 入圍者 | 結果 |
| ------ | ------------ | ---------------- | ------ | ---- |
| 2020年 | 第55屆金鐘獎 | 戲劇節目女配角獎 | 袁艾菲 | 提名 |

## 與原著分別
- 原著裡黎皓一和高子媛從不知道褚克桓和周惟惟各自的出軌對象；電視劇裡黎皓一和高子媛在得知被出軌後決定分別向褚克桓和周惟惟報復
- 原著裡褚克桓沒有當上CEO，亦未曾跟周惟惟在同一公司上班
- 原著裡黎皓一沒有曖昧對象
- 原著裡黎皓一因為父親突然過世，為沖喜而要在百日內跟周惟惟結婚；電視劇裡黎皓一的父親仍然在世，黎皓一是因為周惟惟的拒絕而在公司裡逼婚

## 電視節目的變遷

### 剧集
- 官方网站－台視
- 官方网站－八大
- 我們不能是朋友的Facebook專頁
- 我們不能是朋友的Instagram帳戶（繁體中文）
- YouTube上的八大劇樂部頻道
- YouTube上的八大電視頻道
- 豆瓣电影上《我們不能是朋友》的資料 （简体中文）
- 在Netflix上觀看《我們不能是朋友》

### 其他
- 我們不能是朋友原著小說線上看 （页面存档备份，存于）
- 【阿亞梅，寫字的人】官網 （页面存档备份，存于）

| 中華民國 台視主頻 周五優質戲劇             | 中華民國 台視主頻 周五優質戲劇                       | 中華民國 台視主頻 周五優質戲劇 |
| ------------------------------------------ | ---------------------------------------------------- | ------------------------------ |
|                                            | 我們不能是朋友 （2019年5月31日－2019年8月23日）      |                                |
| 我是顧家男 （2019年3月1日－2019年5月24日） | 你那邊怎樣·我這邊OK （2019年8月30日－2020年1月10日） |                                |

| 中華民國 八大戲劇台 每週日 20:00 - 21:30   | 中華民國 八大戲劇台 每週日 20:00 - 21:30            | 中華民國 八大戲劇台 每週日 20:00 - 21:30 |
| ------------------------------------------ | --------------------------------------------------- | ---------------------------------------- |
|                                            | 我們不能是朋友 （2019年6月2日－2019年8月25日）      |                                          |
| 我是顧家男 （2019年3月3日－2019年5月26日） | 你那邊怎樣·我這邊OK （2019年9月1日－2020年1月12日） |                                          |

| 马来西亚 Astro双星、Astro双星HD 每晚 20:00 - 21:00 | 马来西亚 Astro双星、Astro双星HD 每晚 20:00 - 21:00 | 马来西亚 Astro双星、Astro双星HD 每晚 20:00 - 21:00 |
| -------------------------------------------------- | -------------------------------------------------- | -------------------------------------------------- |
|                                                    | 我们不能是朋友 （2019年10月17日－2019年11月7日）   |                                                    |
| 归还世界给你 （2019年8月20日 - 2019年10月16日）    | 海棠经雨胭脂透 （2019年11月8日- 2019年12月29日）   |                                                    |

| 新加坡 佳樂台 「10點黃金劇」         | 新加坡 佳樂台 「10點黃金劇」                    | 新加坡 佳樂台 「10點黃金劇」 |
| ------------------------------------ | ----------------------------------------------- | ---------------------------- |
|                                      | 我们不能是朋友 （2019年12月18日-2019年1月24日） |                              |
| 月村歡迎你 (2019年10月28日-12月17日) | 鹤唳华亭 （2020年1月28日-5月25日）              |                              |

| 中華民國 TVBS歡樂台 每週六 22:00 - 23:30 | 中華民國 TVBS歡樂台 每週六 22:00 - 23:30                                                     | 中華民國 TVBS歡樂台 每週六 22:00 - 23:30 |
| ---------------------------------------- | -------------------------------------------------------------------------------------------- | ---------------------------------------- |
|                                          | 我們不能是朋友 （2020年5月23日－2020年8月15日）                                              |                                          |
| 墜愛 （2020年2月8日－2020年5月16日）     | 16個夏天（重播） （2020年8月22日－2020年11月7日）粉紅色時光 （2020年11月14日－2021年2月6日） |                                          |